# Зебляки (Зебляковское сельское поселение)
Зебляки́ — посёлок в Шарьинском районе Костромской области России. Административный центр Зебляковского сельского поселения.

## История
В 1957 году Зебляки получили статус посёлка городского типа. В 1997 году стали сельским населённым пунктом.

## Население
| 1959 | 1970 | 1979 | 1989 |
| ---- | ---- | ---- | ---- |
| 4898 | 4300 | 3368 | 3014 |

| 2008 | 2010  | 2014  | 2024  |
| ---- | ----- | ----- | ----- |
| 2315 | ↘2221 | ↗2239 | ↘1758 |

## Улицы
| - ул. Ветеранов, - ул. Вокзальная, - ул. Гагарина, - ул. Железнодорожная, - ул. Заводская, - ул. Зебляковская, - ул. Калинина, - ул. Карла Маркса, | - ул. Комсомольская, - ул. Костромская, - ул. Ленина, - ул. Лесная, - пер. Лесной, - ул. Мира, - ул. Молодёжная, - ул. Московская, | - ул. Набережная, - ул. Октябрьская, - ул. Первомайская, - ул. Пожарная, - ул. Полярная, - пер. Почтовый, - ул. Пролетарская, - ул. Садовая, | - ул. Северная - ул. Стаханова, - ул. Терешковой, - ул. Труда, - ул. Чапаева, - ул. Шарьинская, - ул. Школьная, - ул. Юбилейная. |

## Инфраструктура
В посёлке действуют детский сад, средняя школа, амбулатория, больница, дом культуры, библиотека, а также ООО «КроноЛеспром», занимающийся лесозаготовками.

## Транспорт
Через посёлок проходит железная дорога Галич — Котельнич.